# Stellidia micraster
Stellidia micraster là một loài bướm đêm trong họ Erebidae.